# Нови Продромос
Нови Продромос (грч. Νέος Πρόδρομος, Неос Продромос) је насељено место у општини Александрија у периферији Средишња Македонија, Грчка. Према попису из 2021. године било је 132 становника.
Насеље је подигнуто после 1924. године када је насељено 49 грчких избегличких породица са Понта и Кавказа, којих је на попису из 1928. године било 160.